# 1825
1825 (MDCCCXXV) byl rok, který dle gregoriánského kalendáře započal sobotou.

## Události
- 3.–5. února – Při povodních na pobřeží Severního moře zahynulo v Nizozemsku, Německu a Dánsku okolo 800 lidí.
- 9. února – Protože při amerických prezidentských volbách v roce 1824 žádný z kandidátů nezískal většinu hlasů, Sněmovna reprezentantů zvolila 6. prezidentem USA Johna Quincyho Adamse.
- 4. března – Nový americký prezident John Quincy Adams nastoupil do úřadu.
- 6. srpna – Bolívie získala nezávislost na Španělsku.
- 25. srpna – Uruguay vyhlásila nezávislost na Brazílii.
- 27. září – V Anglii byla dána do provozu první železnice světa ze Stocktonu do Darlingtonu.
- 13. října – Zemřel první bavorský král Maxmilián I. a na trůn nastoupil jeho syn Ludvík I.
- 15. listopadu – Portugalský král Jan VI. uznal nezávislost Brazílie.
- 1. prosince – Po 24 letech vlády zemřel ruský car Alexandr I. a na trůn nastoupil jeho bratr Mikuláš I.
- 26. prosince – V Petrohradě se děkabristé pokusili o státní převrat.

### Probíhající události
- 1817–1864 – Kavkazská válka
- 1821–1829 – Řecká osvobozenecká válka

## Vědy a umění
- 17. října – Premiéra první Lisztovy opery Don Sanche v Paříži
- 29. listopadu – Rossiniho Lazebník sevillský měl premiéru v New Yorku. Byla to první italská opera uváděná v USA.
- Dánský fyzik a chemik Hans Christian Ørsted izoloval hliník.
- Britský paleontolog Gideon Mantell zveřejnil popis Iguanodona, prvního objeveného a druhého popsaného dinosaura.
- Francouzský politik a ekonom Jean Anthelme Brillat-Savarin vydal knihu Fyziologie chuti (Physiologie du goût).
- Český filolog Josef Jungmann vydal Historii literatury české – první česky psané literární dějiny.[1]

## Narození

### Česko
- 6. ledna – Ignác Leopold Kober, nakladatel († 26. května 1866)
- 15. ledna – Maurice Strakosch, americký hudebník a impresário českého původu († 9. října 1887)
- 24. ledna – Mořic Vilém Trapp, moravský historik a archeolog († 27. května 1895)
- 7. února – Karel Kořistka, matematik, kartograf a pedagog († 18. ledna 1906)
- 28. února – Jan Krejčí, geolog († 1. srpna 1887)
- 7. března – Václav Kroupa, malíř († 2. září 1895)
- 9. března – Peter Bibus, politik německé národnosti († 25. února 1891)
- 13. března – Josef Baudiš, pedagog, matematik a fyzik († 7. listopadu 1898)
- 17. března – Charles Wehle, klavírista a hudební skladatel († 2. června 1883)
- 1. května – Anton Jahnel, politik německé národnosti († 20. dubna 1896)
- 9. května
  - Leopoldina Thunová, šlechtična z rodu Lamberků († 10. dubna 1902)
  - Peregrin Obdržálek, katolický kněz, zakladatel knihoven, záložen aj., autor věroučné i jiné literatury († 29. května 1891)
- 21. května – Jan Umlauf, malíř († 9. ledna 1916)
- 11. června – Jan Maloch, malíř a fotograf († 15. ledna 1911)
- 12. června – František Tilšer, matematik a filosof († 5. únor 1913)
- 25. června – Alois Anderka, druhý starosta Moravské Ostravy († 7. dubna 1886)
- 9. července – Václav Šubert, reformovaný kazatel († 21. února 1885)
- 12. července – Ignát Wurm, moravský kněz, redaktor, etnograf, politik († 4. října 1911)
- 3. srpna – Josef Alois Kouble, kněz, spisovatel, folklorista († 7. července 1886)
- 20. srpna – František Alois Šrom, právník a politik († 19. května 1899)
- 27. srpna – Václav Zelený, středoškolský profesor, novinář a politik († 5. dubna 1875)
- 30. srpna – František Kún, český evangelický duchovní v USA († 6. ledna 1894)
- 22. září – Julius Theodor Gruss, malíř († 12. května 1865)
- 9. října – Josef Jireček, etnograf, literární historik († 25. listopadu 1888)
- 12. října – Hermann Zwierzina, první starosta Moravské Ostravy († 19. června 1873)
- 17. října – Jan Janata, reformovaný kazatel († 11. září 1905)
- 27. listopadu – Pavel Švanda ze Semčic, režisér, dramaturg, spisovatel a divadelní ředitel († 5. ledna 1891)
- 4. prosince – Hynek Vojáček, hudební skladatel, pedagog a publicista († 9. února 1916)
- 8. prosince – Gabriela Hatzfeldová, hraběnka z Ditrichštejna († 24. prosince 1909)
- 23. prosince – František Uher, právník, politik, ztroskotanec († 18. září 1870)
- 26. prosince – František Štěpán Kott, pedagog, lexikograf a překladatel († 3. srpna 1915)
- 28. prosince
  - Jindřich Opper, novinář († 18. ledna 1903)
  - Arnošt Förchtgott Tovačovský, moravský hudební skladatel († 18. prosince 1874)
- 31. prosince – Sylvestr Krnka, puškař a vynálezce († 4. ledna 1903)
- ? – Theodor Hassmann, politik německé národnosti († 17. září 1894)

### Svět

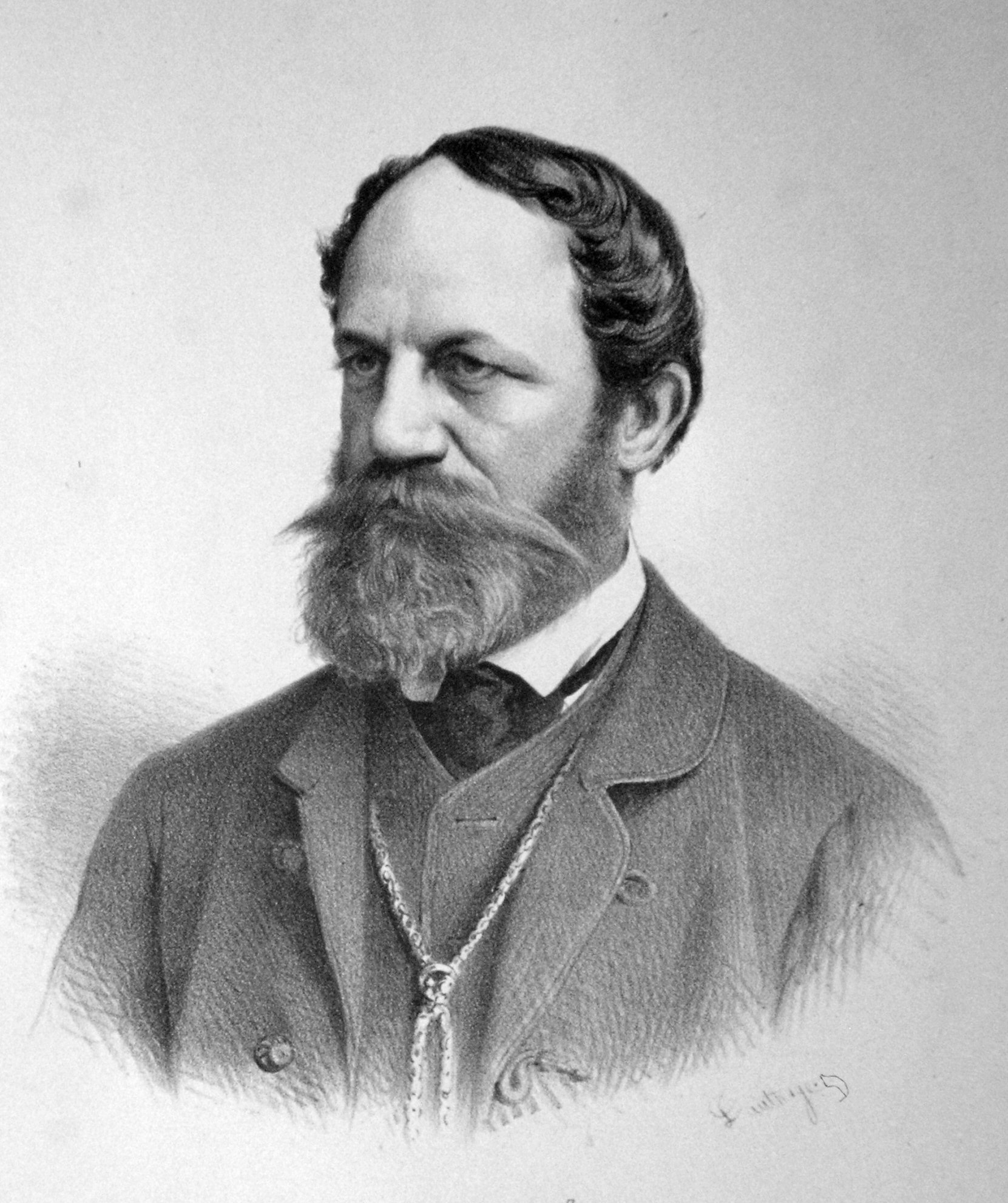
Mór Jókai (* 18. února)

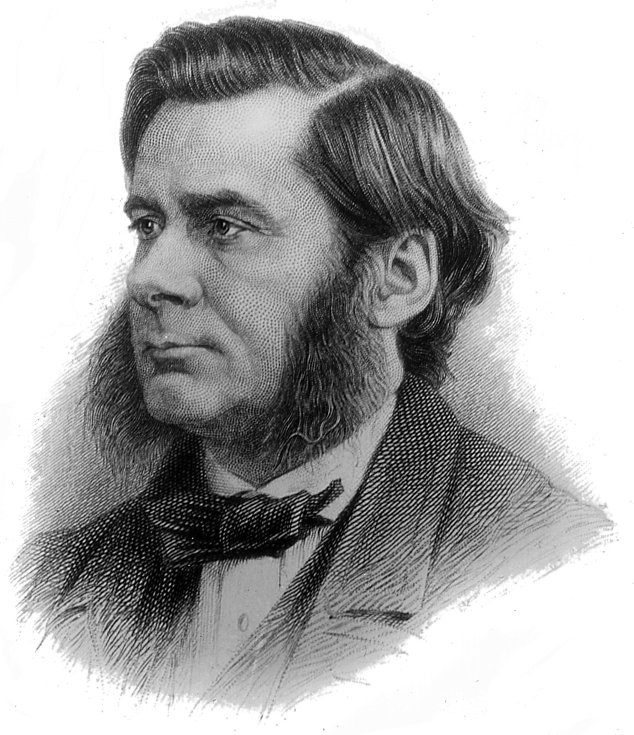
Thomas Henry Huxley (* 4. května)

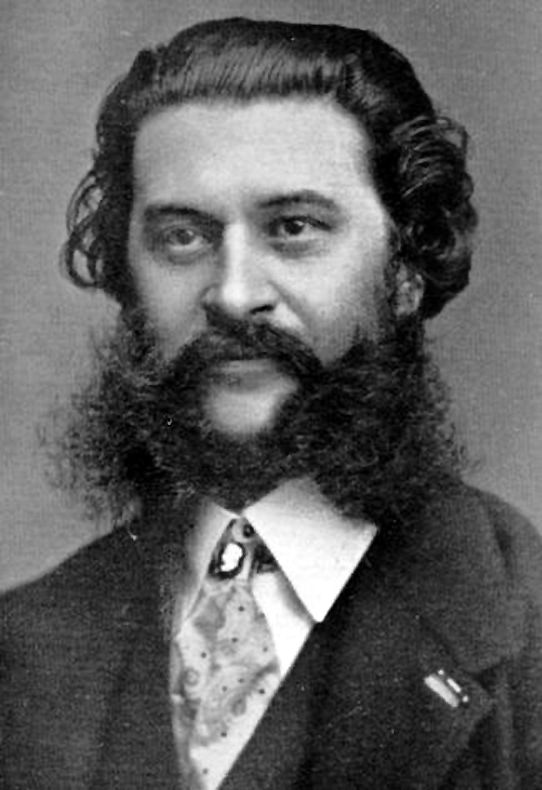
Johann Strauss mladší (* 25. října)

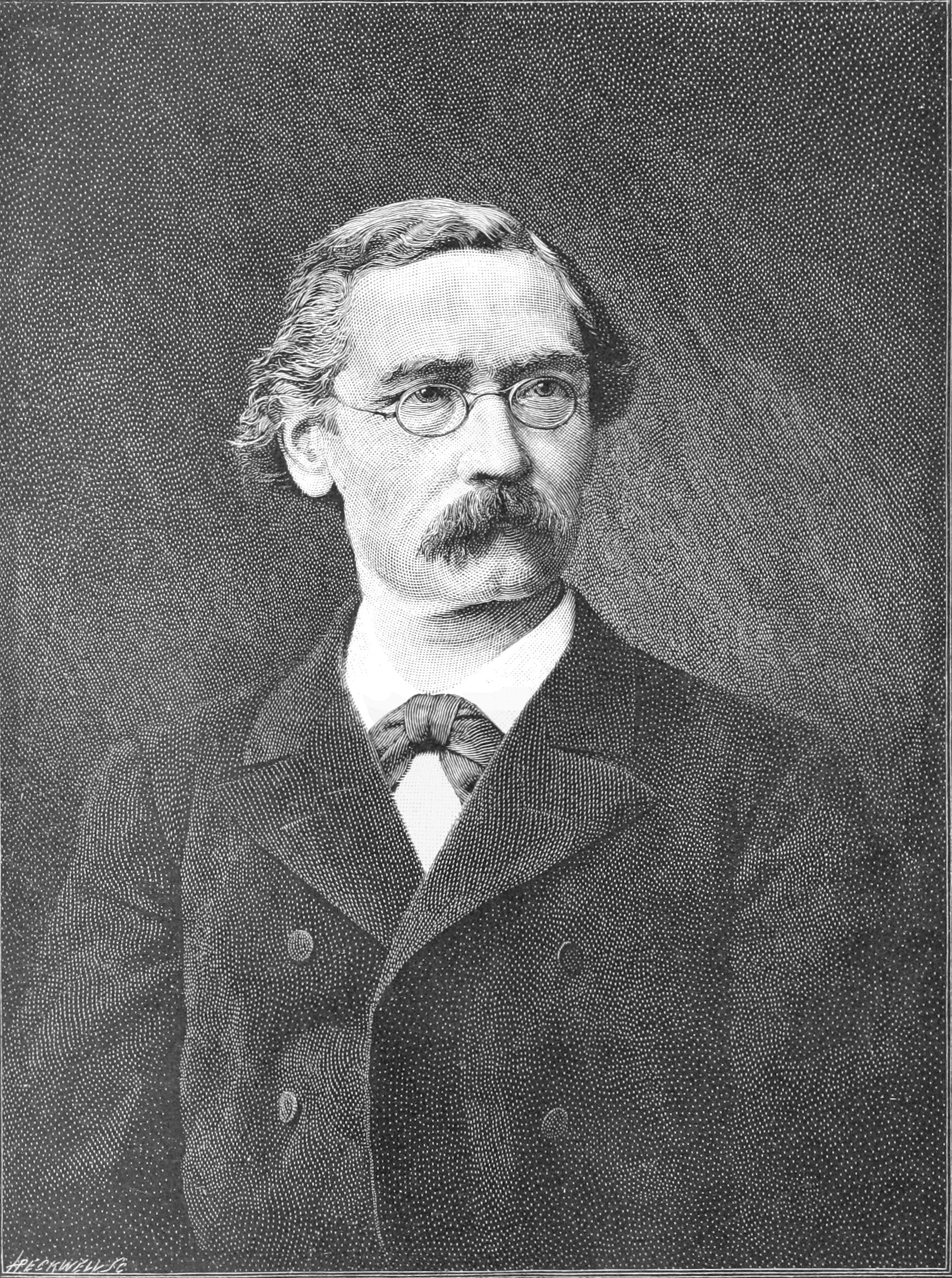
Felix Hoppe-Seyler (* 26. prosince)

- 5. ledna – Karl von Pusswald, předlitavský státní úředník a politik († 22. května 1895)
- 29. ledna – Františka z Teby, provdaná vévodkyně z Alby a sestra francouzské císařovny Evženie († 16. září 1860)
- 7. února – Cristóbal Oudrid, španělský klavírista, dirigent a skladatel († 13. března 1877)
- 8. února
  - Henri Giffard, francouzský konstruktér první řiditelné vzducholodi († 15. dubna 1882)
  - Henry Walter Bates, anglický přírodovědec († 16. února 1892)
- 10. února – James Wallace Black, americký fotograf († 5. ledna 1896)
- 18. února – Mór Jókai, maďarský spisovatel († 5. května 1904)
- 20. února – Adolf Dauthage, rakouský litograf († 3. června 1883)
- 5. března – Joseph Albert, německý fotograf a vynálezce († 5. května 1886)
- 7. března – Paul Deltuf, francouzský básník a spisovatel († 1871)
- 8. března – Jules Barbier, francouzský spisovatel († 16. ledna 1901)
- 21. března – Alexandr Fjodorovič Možajskij, ruský vynálezce, průkopník letectví († 1. dubna 1890)
- 1. dubna – Augusta Ferdinanda Toskánská, rakouská arcivévodkyně († 26. dubna 1864)
- 11. dubna – Ferdinand Lassalle, německý socialistický politik († 31. srpna 1864)
- 24. dubna – Robert Michael Ballantyne, skotský spisovatel († 8. února 1894)
- 1. května – Johann Jakob Balmer, švýcarský matematik a fyzik († 12. března 1898)
- 4. května – Thomas Henry Huxley, anglický biolog († 29. července 1895)
- 10. května – Heinrich Tønnies, dánský fotograf († 11. prosince 1903)
- 13. května – John Lawrence LeConte, americký entomolog († 15. listopadu 1883)
- 23. května – Adile Sultan, osmanská princezna, dcera sultána Mahmuda II., sestra sultána Abdülmecida I. a sultána Abdülazize († 12. února 1899)
- 17. června – Elena Cuza, moldavská a rumunská šlechtična († 2. dubna 1909)
- 24. června – Alexandra Nikolajevna Romanovová, dcera ruského cara Mikuláše I. († 10. srpna 1892)
- 10. června – Hildegarda Luisa Bavorská, arcivévodkyně, dcera krále Ludvíka I. Bavorského († 2. dubna 1864)
- 9. července – Jules Oppert, německo-francouzský asyrolog († 21. srpna 1905)
- 13. července – Anton Heinrich Springer, německý historik umění († 31. května 1891)
- 23. července – Apolinary Jaworski, předlitavský politik († 24. října 1904)
- 1. srpna – Mikuláš Štefan Ferienčík, slovenský úředník, novinář a spisovatel († 3. března 1881)
- 15. srpna – Bernardo Guimarães, brazilský spisovatel († 10. března 1884)
- 25. srpna – Adrien Tournachon, francouzský fotograf († 1903)
- 27. srpna – Émile Reutlinger, francouzský fotograf († 9. srpna 1907)
- 10. září – Marie Karolína Rakouská, rakouská arcivévodkyně, vnučka císaře Leopolda II. († 17. července 1915)
- 11. září – Eduard Hanslick, rakouský hudební kritik českého původu († 6. srpna 1904)
- 30. září – Josef Dachs, rakouský pianista a hudební pedagog († 6. června 1896)
- 10. října – Paul Kruger, búrský politik a prezident Transvaalu († 14. července 1904)
- 11. října – Conrad Ferdinand Meyer, švýcarský spisovatel a básník († 28. listopadu 1898)
- 13. října – Charles Frederick Worth, pařížský módní návrhář († 10. března 1895)
- 14. října – Felix Pino z Friedenthalu, předlitavský státní úředník a politik († 14. dubna 1906)
- 15. října – Marie Frederika Pruská, bavorská královna († 17. května 1889)
- 18. října – Verdicenan Kadınefendi, manželka osmanského sultána Abdulmecida I. († 9. prosince 1889)
- 22. října – Friedrich von Schmidt, rakouský architekt († 23. ledna 1891)
- 25. října
  - Giovanni Fattori, italský malíř († 30. srpna 1908)
  - Johann Strauss mladší, rakouský hudební skladatel († 3. června 1899)
- 26. října – Tomomi Iwakura, japonský státník († 20. července 1883)
- 31. října
  - Charles Martial Lavigerie, arcibiskup v Alžíru a kardinál († 26. listopadu 1892)
  - Eugen Kvaternik, chorvatský politik († 11. října 1871)
- 6. listopadu – Charles Garnier, francouzský architekt († 3. srpna 1898)
- 8. listopadu – Anton von Banhans, předlitavský politik († 26. května 1902)
- 12. listopadu – Julie von Hauke, manželka Alexandra Hesensko-Darmstadtského († 19. září 1895)
- 29. listopadu – Jean-Martin Charcot, francouzský neurolog a psychiatr († 16. srpna 1893)
- 30. listopadu – William-Adolphe Bouguereau, francouzský malíř († 19. srpna 1905)
- 2. prosince – Petr II. Brazilský, brazilský císař († 5. prosince 1891)
- 5. prosince – Eugenie Marlittová, německá spisovatelka († 22. června 1887)
- 25. prosince – Henri de Bornier, francouzský dramatik a básník († 28. ledna 1901)
- 26. prosince – Felix Hoppe-Seyler, německý fyziolog a chemik († 10. srpna 1895)

## Úmrtí

### Česko
- 13. dubna – Josef Jelínek, hudební skladatel, klavírista a varhaník (* 3. prosince 1758)
- 6. června – Ferdinand z Bubna a Litic, rakouský polní maršál českého původu (* 26. listopadu 1768)
- 17. července – Jan Evangelista Andres, lékárník a amatérský divadelník († 20. prosince 1783)
- 19. července – Peter Brukner, provinciál piaristického řádu (* 10. prosince 1747)
- 19. listopadu – Jan Václav Hugo Voříšek, hudební skladatel, klavírista a varhaník (* 11. května 1791)

### Svět

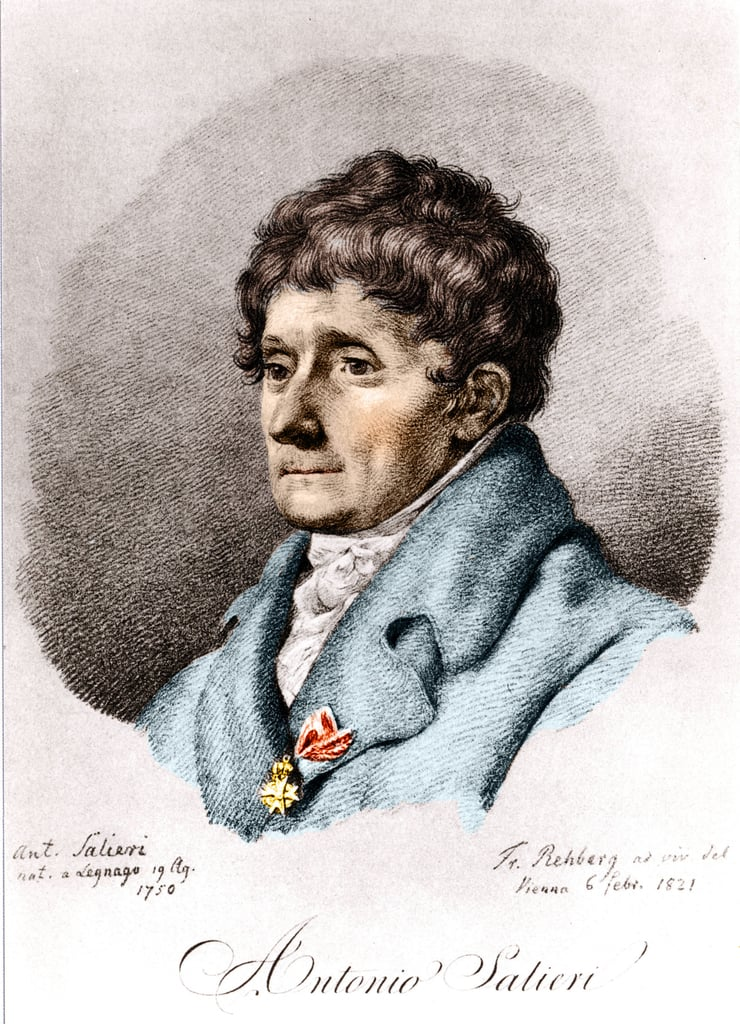
Antonio Salieri († 7. května)

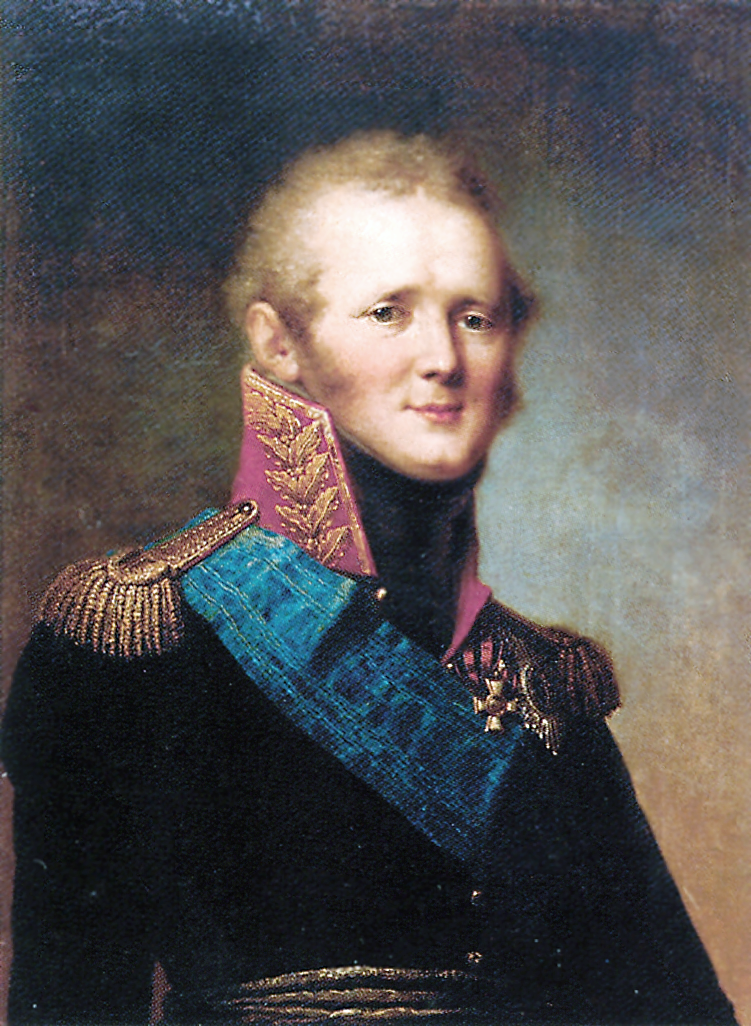
Alexandr I. Pavlovič († 1. prosince)

- 4. ledna – Ferdinand I. Neapolsko-Sicilský, první král Království obojí Sicílie (* 12. ledna 1751)
- 8. ledna – Eli Whitney, americký vynálezce (* 8. prosince 1765)
- 10. března – Carl Brandan Mollweide, německý matematik a astronom (* 3. února 1774)
- 12. března – Maximin Isnard, francouzský revoluční politik (* 16. listopadu 1755)
- 16. dubna – Henry Fuseli, švýcarský malíř a kritik (* 7. února 1741)
- 18. dubna – Vladimir Borovikovskij, rusko-ukrajinský malíř (* 4. srpna 1757)
- 27. dubna – Dominique Vivant Denon, francouzský kreslíř a grafik (* 4. ledna 1747)
- 7. května – Antonio Salieri, italský hudební skladatel, pedagog a dirigent (* 18. srpna 1750)
- 19. května – Henri de Saint-Simon, francouzský utopický socialista (* 17. října 1760)
- 9. června – Abraham Rees, velšský encyklopedista (* 1743)
- 22. května – Laskarina Bubulina, hrdinka řecké války za osvobození (* 11. května 1771)
- 11. června – Daniel D. Tompkins, americký politik (* 21. června 1774)
- 14. června – Pierre Charles L'Enfant, francouzsko-americký architekt a zeměměřič (* 2. srpna 1754)
- 22. června – Johann Karl Burckhardt, francouzský astronom a matematik (* 30. dubna 1773)
- 16. července – Antoine Balthazar Joseph, baron d'André, francouzský roajalistický politik (* 2. července 1759)
- 16. září – Franciszek Karpiński, polský básník (* 4. října 1741)
- 17. září – Josef Karel z Ditrichštejna, první guvernér Rakouské národní banky (* 19. října 1763)
- 28. září – Barbara Krafftová, rakouská malířka (* 1. dubna 1764)
- 29. září – Daniel Shays, americký voják a revolucionář (* asi 1747)
- 10. října – Dmytro Bortňanskyj, ruský hudební skladatel (* 26. října 1751)
- 12. října – Franz Josef Müller von Reichenstein, přírodovědec, objevitel telluru (* 1. června 1740)
- 13. října – Maxmilián I. Josef Bavorský, první bavorský král (* 27. května 1756)
- 14. listopadu – Jean Paul, německý spisovatel (* 21. března 1763)
- 28. listopadu – Maximilien Foy, francouzský generál a státník (* 3. února 1775)
- 1. prosince – Alexandr I. Pavlovič, ruský car (* 23. prosince 1777)
- 27. prosince – Michail Andrejevič Miloradovič, ruský generál srbského původu (* 12. října 1771)
- 29. prosince – Jacques-Louis David, francouzský klasicistní malíř (* 30. srpna 1748)

## Hlavy států
- Francie – Karel X. (1824–1830)

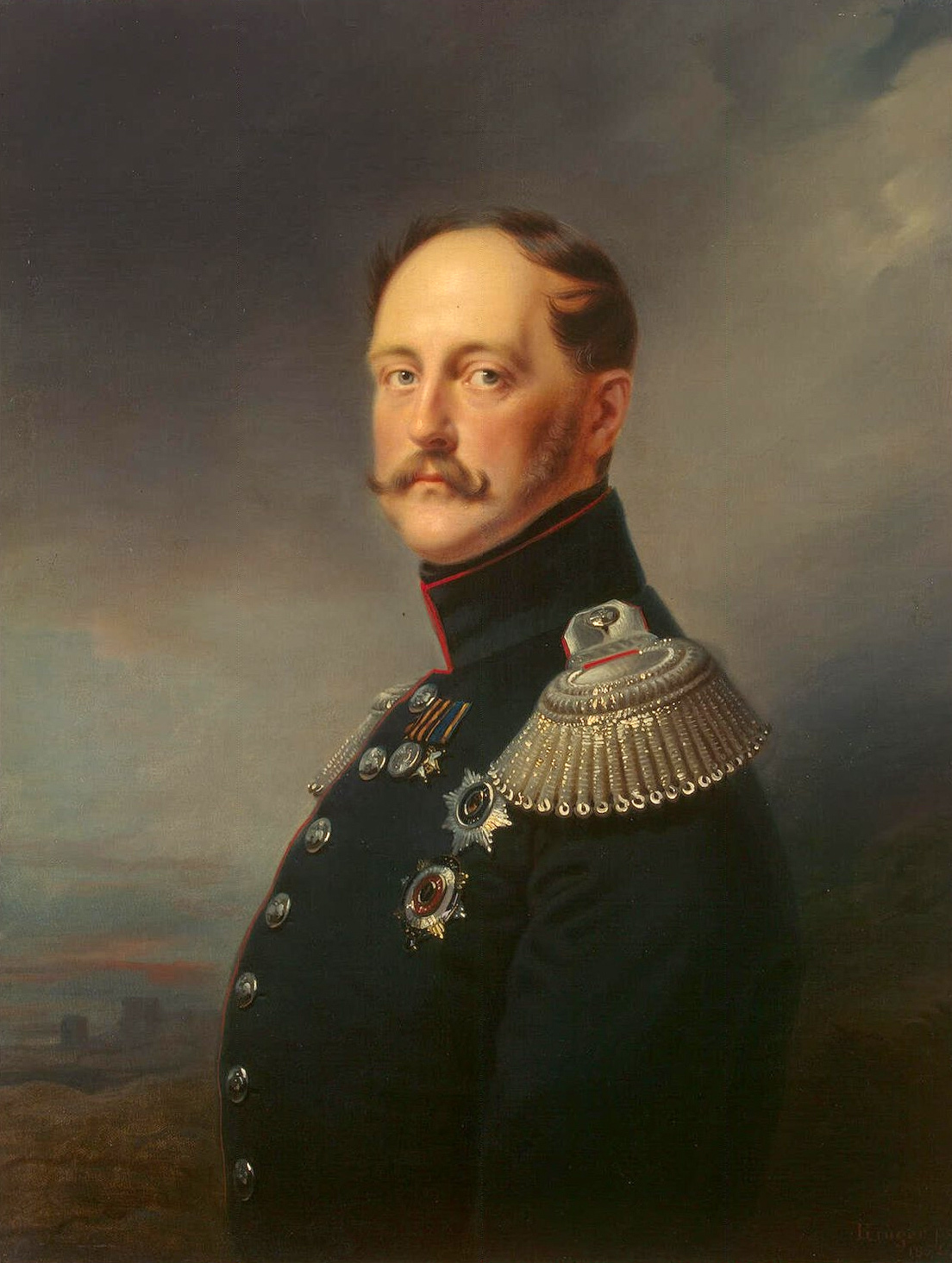
Ruským carem se stal Mikuláš I.

- Království obojí Sicílie – Ferdinand I. (1816–1825) do 4. ledna / František I. (1825–1830) od 4. ledna
- Osmanská říše – Mahmut II. (1808–1839)
- Prusko – Fridrich Vilém III. (1797–1840)
- Rakouské císařství – František I. (1792–1835)
- Rusko – Alexandr I. (1801–1825) do 1. prosince / Mikuláš I. (1825–1855) od 1. prosince
- Spojené království – Jiří IV. (1820–1830)
- Španělsko – Ferdinand VII. (1813–1833)
- Švédsko – Karel XIV. (1818–1844)
- USA – James Monroe (1817–1825) do 4. března / John Quincy Adams (1825–1829) od 4. března
- Papež – Lev XII. (1823–1829)
- Japonsko – Ninkó (1817–1846)
- Lombardsko-benátské království – Rainer Josef Habsbursko-Lotrinský